# Tolpia conscitulana
Tolpia conscitulana är en fjärilsart som beskrevs av Walker 1863. Tolpia conscitulana ingår i släktet Tolpia och familjen nattflyn. Inga underarter finns listade i Catalogue of Life.